# Alberto Urdiales
Alberto Urdiales Márquez, född 17 november 1968 i Santander, är en spansk före detta handbollsspelare (högersexa). Han var med och tog brons vid både OS 1996 i Atlanta och OS 2000 i Sydney.

## Klubbar

### Som spelare
- Atlético de Madrid (1986–1993)
- GD Teka/CB Cantabria (1993–2001)
- Portland San Antonio (2001–2004)

### Som tränare
- Teka Cantabria (2004–2006)